# Rispetti e strambotti
Rispetti e strambotti est une œuvre pour quatuor à cordes (quatuor à cordes nº 1) composée en 1920 par Gian Francesco Malipiero. La pièce a été créée le 25 septembre 1920 à Pittsfield, dans le Massachusetts. Elle a remporté le prix Elizabeth Sprague Coolidge. La pièce emprunte son titre à deux formes précoces de la poésie italienne ; les rispetti étaient des messages d'amour écrits par des hommes et adressés aux femmes, tandis que les strambotti étaient des rondeaux. La pièce comporte un seul mouvement, très construit et destiné à illustrer différents aspects de la Renaissance. Elle contient de nombreux sujets mélodiques épisodiques. Parmi les plus importants sont ceux représentant les membres du clergé et de la paysannerie ; le premier sujet est une sorte de plain-chant, tandis que le dernier est un thème robuste avec des harmonies astringentes.